# Societatea Carpații
Societatea Carpații a fost fondată la 24 ianuarie 1882. Mihai Eminescu, ca membru fondator al ei, spera „să producă o schimbare radicală în politica României față de românii din teritoriile aflate sub administrație străină”. Scopul societății era unirea tuturor pământurilor românești într-un stat numit Dacia Mare.
În 1883, societatea număra mii de membri din Transilvania, Banat, Bucovina, Maramureș și Crișana. Sediile Societății Carpații au fost devastate și organizația a fost interzisă la 28 iunie 1883, în ziua arestării și internării forțate a lui Eminescu.